# Sheehan-Inseln
Die Sheehan-Inseln sind eine Gruppe kleiner Inseln im William-Scoresby-Archipel vor der Küste des ostantarktischen Mac-Robertson-Lands. Sie liegen dort an der Südostseite der Insel Islay.
Entdeckt wurde die Inselgruppe am 18. Februar 1931 von Teilnehmern der British Australian and New Zealand Antarctic Research Expedition (BANZARE, 1929–1931) unter der Leitung des australischen Polarforschers Douglas Mawson. Dieser benannte eine der Inseln als Sheehan-Nunatak nach Henry John Sheehan (1883–1941), stellvertretender Sekretär des australischen Schatzamtes und Sekretär des australischen Antarktiskomitees für die BANZARE, im irrtümlichen Glauben es handele sich bei der gesamten Inselgruppe um Gebirgsformationen auf dem Festland. Den tatsächlichen Inselcharakter deckten am 27. Februar 1936 Teilnehmer der britischen Discovery Investigations an Bord des Forschungsschiffs RRS William Scoresby auf. Eine detaillierte Kartierung nahmen norwegische Kartografen 1946 anhand von Luftaufnahmen vom Januar bis Februar 1937 der Lars-Christensen-Expedition 1936/37 vor. Mawsons Namensgebung wurde 1947 vom Advisory Committee on Antarctic Names auf die gesamte Inselgruppe übertragen.